# Elemento cero
En matemáticas, un elemento cero (o también elemento nulo) es una de las varias generalizaciones del número cero a otras estructuras algebraicas. Estos significados alternativos pueden ser o no coincidentes, según el contexto.

## Identidades aditivas
Una identidad aditiva queda identificada con el elemento neutro en un grupo aditivo. Corresponde al elemento 0 tal que para todo x del grupo, 0 + x = x + 0 = x. Algunos ejemplos de identidad aditiva incluyen:
- El vector cero[1][2][3] respecto a la adición de vectores: el vector de longitud 0 y cuyos componentes son todos 0. A menudo se indica como {\displaystyle \mathbf {0} } o {\displaystyle {\vec {0}}}.
- La función cero o aplicación cero definida por z(x) = 0, respecto a la suma puntual (f + g)(x) = f(x) + g(x)
- El conjunto vacío con respecto a la unión de conjuntos
- Una suma vacía o coproducto vacío[4]
- Un objeto inicial en una categoría (un coproducto vacío y, por lo tanto, una identidad con respecto a los coproductos)

## Elementos absorbentes
Un elemento absorbente en un semigrupo o semianillo multiplicativo generaliza la propiedad 0 ⋅ x = 0. Entre los ejemplos se incluyen:
- El conjunto vacío,[5] que es un elemento absorbente con respecto al producto cartesiano de conjuntos, ya que { } × S = { }
- La función cero o aplicación cero definida por z(x) = 0 en la multiplicación puntual (f ⋅ g)(x) = f(x) ⋅ g(x)

Muchos elementos absorbentes también son identidades aditivas, incluido el conjunto vacío y la función cero. Otro ejemplo importante es el elemento distinguido 0 en un cuerpo o anillo, que es tanto la identidad aditiva como el elemento absorbente multiplicativo, y cuyo ideal principal es el ideal más pequeño.

## Objetos cero
Un objeto cero en una categoría es a la vez un objeto inicial y terminal (y por lo tanto, una identidad con respecto a coproductos y productos). Por ejemplo, la estructura trivial (que contiene solo la identidad) es un objeto cero en categorías donde los morfismos deben asignar identidades a identidades. Los ejemplos específicos incluyen:
- El grupo trivial, que contiene solo la identidad (un objeto cero en la categoría de grupos)[7]
- El módulo cero, que contiene solo la identidad (un objeto cero en la categoría de módulos sobre un anillo)[8]

## Morfismos cero
Un morfismo cero en una categoría es un elemento absorbente generalizado con respecto a una función compuesta: cualquier morfismo compuesto con un morfismo cero da un morfismo cero. Específicamente, si 0XY : X → Y es el morfismo cero entre los morfismos de X a Y, y f : A → X y g : Y → B son morfismos arbitrarios, entonces g ∘ 0XY = 0XB y 0XY ∘ f = 0AY.
Si una categoría tiene un objeto cero 0, entonces existen los morfismos canónicos X → 0 y 0 → Y, y al componerlos se obtiene un morfismo cero 0XY : X → Y. En categoría de grupos, por ejemplo, los morfismos cero siempre devuelven identidades de grupo, generalizando así la función z(x) = 0.

## Elementos mínimos
Un elemento mínimo en un conjunto parcialmente ordenado o retículo a veces puede llamarse un elemento cero y escribirse como 0 o ⊥.

## Módulo cero
En matemáticas, el módulo cero es el módulo que consta únicamente de la identidad aditiva para la función aditiva del módulo. En los números enteros, esta identidad es el cero, lo que da el nombre de módulo cero. Que el módulo cero es de hecho un módulo es simple de demostrar; se cierra bajo la suma y la multiplicación trivialmente.

## Ideal cero
En matemáticas, el ideal cero en un anillo {\displaystyle R} es el ideal {\displaystyle \{0\}} que consta solo de la identidad aditiva (o elemento cero). El hecho de que esto sea un ideal se deduce directamente de la definición.

## Matriz cero
En matemáticas, particularmente en álgebra lineal, una matriz cero es una matriz con todas sus entradas cero. Se denota alternativamente con el símbolo {\displaystyle O}. Algunos ejemplos de matrices cero son
{\displaystyle 0_{1,1}={\begin{bmatrix}0\end{bmatrix}},\ 0_{2,2}={\begin{bmatrix}0&0\\0&0\end{bmatrix}},\ 0_{2,3}={\begin{bmatrix}0&0&0\\0&0&0\end{bmatrix}},\ }
El conjunto de matrices m × n con elementos definidos en un anillo K forma un módulo {\displaystyle K_{m,n}}. La matriz cero {\displaystyle 0_{K_{m,n}}} en {\displaystyle K_{m,n}} es la matriz con todos sus elementos iguales a {\displaystyle 0_{K}}, donde {\displaystyle 0_{K}} es la identidad aditiva en K.
{\displaystyle 0_{K_{m,n}}={\begin{bmatrix}0_{K}&0_{K}&\cdots &0_{K}\\0_{K}&0_{K}&\cdots &0_{K}\\\vdots &\vdots &&\vdots \\0_{K}&0_{K}&\cdots &0_{K}\end{bmatrix}}}
La matriz cero es la identidad aditiva en {\displaystyle K_{m,n}}. Es decir, para todo {\displaystyle A\in K_{m,n}}:
{\displaystyle 0_{K_{m,n}}+A=A+0_{K_{m,n}}=A}
Existe exactamente una matriz cero de cualquier tamaño dado m × n (con elementos de un anillo dado), por lo que cuando el contexto es claro, a menudo se hace referencia a "la" matriz cero. En general, el elemento cero de un anillo es único y normalmente se denota como 0 sin ningún subíndice para indicar el anillo principal. Por lo tanto, los ejemplos anteriores representan matrices cero sobre cualquier anillo.
La matriz cero también representa la aplicación lineal que envía todos los vectores al vector cero.

## Tensor cero
En matemáticas, el tensor cero es un tensor, de cualquier orden, cuyos componentes son todos cero. El tensor cero de orden 1 a veces se conoce como vector cero.
Realizar el producto tensorial de cualquier tensor con cualquier tensor cero da como resultado otro tensor cero. Sumar el tensor cero es equivalente a la operación de identidad.